# Lycomorphodes genificans
Lycomorphodes genificans är en fjärilsart som beskrevs av Dyar 1914. Lycomorphodes genificans ingår i släktet Lycomorphodes och familjen björnspinnare. Inga underarter finns listade i Catalogue of Life.